# Suburra, la série
 (juillet 2018).
Si vous disposez d'ouvrages ou d'articles de référence ou si vous connaissez des sites web de qualité traitant du thème abordé ici, merci de compléter l'article en donnant les références utiles à sa vérifiabilité et en les liant à la section « Notes et références ».
Suburra (Suburra - La Serie) est une série télévisée italienne en 24 épisodes d'environ 50 minutes développée par Daniele Cesarano et Barbara Petronio, et diffusée du 6 octobre 2017 au 30 octobre 2020 sur Netflix, incluant les pays francophones.
La série est un remake du film homonyme Suburra, sorti en 2015. Les deux sont basés sur le roman du même titre par Carlo Bonini et Giancarlo De Cataldo.
Elle relate, sur fond de corruption, la lutte de personnages influents au sein du gouvernement de la ville et du Vatican pour l'obtention de territoires dépendant de la ville portuaire d'Ostie, à deux semaines de la démission du maire.
La série aborde les rapports conflictuels entre deux générations, leurs contradictions morales, la transmission et la lutte pour le pouvoir comme un moyen de s'approprier sa condition et de construire son identité propre tout en la conciliant avec le poids des schémas familiaux.
Le titre fait allusion à la Subure (Suburra en latin), un quartier pauvre et populeux de la Rome antique où se côtoyaient tous les Romains, peu importe leur statut social.

## Synopsis
En 2008, le Samurai (Francesco Acquaroli), un homme craint par tous les puissants et les criminels de la Ville éternelle, décide de faire entrer la mafia du sud dans les affaires de la ville. Sa porte d'entrée est la proche ville balnéaire d'Ostie dont l'acquisition de territoires constructibles permettra à la mafia de construire un port et ainsi d'avoir un impact économique sur la capitale. Leur acquisition dépend à la fois du Vatican, qui compte vendre quelques-unes de ses propriétés, et du conseil municipal de Rome, qui doit donner son aval au contrat de vente et fusionner les terrains.
Mais l'annonce de l'imminente démission du maire prend tout le monde par surprise. Commence alors pour le Samouraï un compte à rebours.
En parallèle, trois jeunes malfrats tentent de devenir des hommes et de s'imposer dans les affaires de leurs familles respectives.
Aureliano Adami (Alessandro Borghi) est en pleine rébellion contre son père, chef de gang criminel possédant la plage d'Ostie car ce dernier compte la céder au Samouraï. Il ne supporte plus ce père qu’il considère comme faible dans les affaires, qui le regarde toujours comme celui ayant pris la vie de son épouse, morte en lui donnant naissance. Sa sœur aînée, Livia (Barbara Chichiarelli), considérée par tous comme la digne héritière de son père, tente de lui faire garder les pieds sur terre.
Alberto Spadino Anacleti (Giacomo Ferrara) est le fils d’une influente famille gitane, dite sinté, communauté méprisée et maintenue à la marge par Rome, mais dont la dangerosité ne doit pas être sous-estimée. Son frère aîné, chef de famille, décide de le marier à la fille d'un autre riche chef gitan pour former une alliance afin de s'imposer dans le monde du crime et gagner le respect. Le désintérêt de Spadino pour sa fiancée n'éveille pas de soupçon quant à son homosexualité, cachée au clan autant qu'à lui-même. Il tente d'oublier son mal-être dans les boîte de nuits malgré sa mère, qui le supplie de se marier pour avoir sa place au sein de la famille.
Gabriele Marchili (Eduardo Valdarnini), étudiant et fils de policier, use de son physique de jeune premier pour fournir incognito de la drogue à la jeunesse dorée romaine. Il s'attire les foudres du Samourai pour en avoir vendu dans l'une de ses salles de sport. Celui-ci lui réclame 20 000 € en dédommagement et le force à accomplir ses basses œuvres tant que sa dette ne sera pas réglée. Gabriele espère obtenir cet argent en organisant une orgie demandée par son amante, Sarah Monaschi, pour Monseigneur Theodosiou, président de la commission du saint-Siège chargée de la vente de ses propriétés : elle veut l'influencer dans sa décision et obtenir les territoires pour effacer les dettes de la société de son mari, chef du protocole au Vatican…

## Fiche technique et distribution

### Production
Cattleya, Rai Fiction, Netflix.

### Acteurs principaux
- Alessandro Borghi (VF : Thibaut Lacour) : Aureliano Adami, fils d'un chef de gang d'Ostie
- Giacomo Ferrara (VF : Hervé Grull) : Alberto « Spadino » Anacleti, frère du chef d'une influente famille sinté de Rome.
- Eduardo Valdarnini (VF : Stanislas Forlani) : Gabriele « Lele » Marchilli, fils d'un officier de police (saisons 1 et 2)
- Francesco Acquaroli (VF : Patrice Baudrier) : Le « Samurai », chef du crime organisé à Rome
- Filippo Nigro (VF : Xavier Fagnon) : Amedeo Cinaglia, employé municipal tenté par les propositions du Samouraï
- Claudia Gerini (VF : Françoise Cadol) : Sara Monaschi, auditrice des comptes au Vatican
- Federica Sabatini (VF : Adeline Chetail) : Nadia Gravoni, fille de chef de gang allié à Aureliano (saisons 2 et 3)
- Cristina Pelliccia (VF : Charlotte Correa) : Cristiana Massoli, jeune officier de police (saison 2)
- Jacopo Venturiero (VF : Benjamin Penamaria) : Adriano Latelli, commentateur sportif (saisons 2 et 3)

### Acteurs récurrents
Introduits dans la saison 1
- Adamo Dionisi (VF : Jean-Marc Charrier) : Manfredi Anacleti, grand frère de Spadino et chef d'une riche famille sinté à Rome
- Barbara Chichiarelli (VF : Myrtille Bakouche) : Livia Adami, sœur d'Aureliano (saisons 1 et 2)
- Federico Tocci (VF : Stéphane Bazin) : Tullio Adami, père d'Aureliano (saison 1)
- Lorena Cesarini (VF : Elsa Davoine): Isabelle, prostituée et amante d'Aureliano (saison 1)
- Gerasimos Skiadaresis : Monseigneur Theodosiou, évêque présidant une commission immobilière au Vatican (saison 1)
- Elisabetta De Palo (it) (VF : Brigitte Aubry) : Sveva, Comtesse Della Rocca Croce, une puissante aristocrate (saisons 1 et 2)
- Carlotta Antonelli (VF : Kaycie Chase) : Angelica Sale, épouse de Spadino
- Renato Marchetti (VF : Boris Rehlinger) : Franco Marchilli, officier de police et père de Gabriele (saison 1, invité saison 2)
- Paola Sotgiu : Adelaïde Anacleti, mère de Manfredi et Spadino
- Augusto Zucchi (VF : Benoît Allemane) : Cardinal Cosimo Giunti, membre de la commission du Vatican (saisons 1 et 2)
- Stefano Santospago (VF : Michel Laroussi) : Sandro Monaschi, mari de Sara et chef du protocole au Vatican
- Lucia Mascino (VF : Pauline Brunel) : Gabriella, membre du Parlement et ex-épouse d'Amedeo
- Pietro Ragusa : Gianni Taccon, nouveau membre de la commission municipale (saison 1)
- Mario Sgueglia (VF : Fabrice Josso) : Quirino, comptable de la famille Adami et amant de Livia (saison 1)
- Daniele Amendola : Aldo, homme de main de Manfredi
- Alessandro Rossi (VF : Bruno Magne) : Giacomo Finucci, membre du conseil municipal corrompu par le Samouraï
- Rosa Diletta Rossi (VF : Pauline Moingeon-Vallès) : Alice, seconde épouse d'Amedeo
- Alessandro Bernardini (VF : Jean-François Aupied) : Guerri

 Source et légende : version française (VF) sur RS Doublage

## Épisodes

### Première saison (2017)
En 2008, le maire de la ville de Rome annonce sa démission, effective dans deux semaines. Toute procédure administrative est suspendue jusqu'à l'élection du nouveau maire.
Le Samouraï, personnage influent tenant en respect les mafias d'Italie, et craint par les cercles puissants de Rome, ne dort plus. Ayant promis de faire entrer la mafia du sud dans les affaires de Rome par l'attribution de territoires attenant à la ville côtière d'Ostie, il doit les obtenir avant la démission du maire, sans quoi, le respect de la mafia pour lui, remis en cause par son âge et son épuisement, lui sera perdu. 
Le chef d'un gang criminel à Ostie, possédant une partie de la plage, est prêt à la lui céder. Mais son fils Aureliano le vit comme un affront. Il se rebelle et projette de transformer ce terrain, que sa mère aimait tant, en un casino pour relancer les affaires et redorer le blason de la famille Adami.
Le 'Samouraï' incite également son contact à la mairie, Giacomo Finucci, à accélérer la vente des terrains du Vatican à Ostie au profit de sa société. Finucci tente d'acheter Amedeo Cinaglia, conseiller municipal honnête, responsable de la commission chargée du dossier. Frustré par le mépris de son parti qui le considère comme un idéaliste et par la rupture avec son épouse qui l'a quitté, il lutte pour ne pas accepter la proposition du Samouraï. Mais il est découragé par le manque de confiance de son parti, alors qu'il lui apporte les voix nombreuses des quartiers populaires. D'où l'allusion à Suburre, le quartier le plus mal famé de Rome dans l'Antiquité. 
La commission du Vatican présidée par Mgr Theodosiou, doit statuer à quelle entreprise les terrains seront vendus. Le 'Samouraï' compte sur un cardinal à sa botte. Mais Sarah Monaschi, auditrice des comptes au Vatican, utilise son influence pour obtenir les terrains au profit de l'entreprise de son mari, chef du protocole au Vatican, et ainsi effacer ses dettes. Conseillée par l'intrigante et influente "Comtesse", ennemie du Samouraï, elle profite du faible de Mgr Theodosiou pour les prostituées et la drogue afin de le pousser à lui céder les terrains.
Elle organise une orgie en faisant appel à son jeune amant, Gabriele Marchilli, fils de policier. Celui-ci contacte Aureliano, qui oubliera leur accord, ayant décidé de tuer un membre du clan gitan des Anacleti, humilié d'avoir dû lui présenter ses excuses pour lui avoir cassé le nez lors d'une dispute. Gabriele missionne sans le savoir le cousin de ce membre, 'Spadino', pour lui fournir la drogue.
Les trois jeunes gens se retrouvent auprès de Mgr Theodosiou, qui fait un malaise cardiaque sous leurs yeux. Prenant conscience de son importance, ils décident de le sauver et de s'allier contre lui afin de le faire chanter. Ils comptent lui soutirer une somme d'argent qui leur permettra de s'émanciper de leurs familles respectives.

### Deuxième saison (2019)
Le 30 janvier 2018, la série est renouvelée pour une deuxième saison, dont le tournage a débuté le 3 avril 2018. Composée de huit épisodes, elle sort sur Netflix le 22 février 2019.
Les événements se déroulent trois mois après la fin de la première saison, dans les quinze jours précédant les élections du nouveau maire de Rome.
Précisément à cause de cette échéance à fort impact social, la bataille entre les politiciens corrompus, l'Église et le crime organisé devient encore plus intense. Le pouvoir sur la ville de Rome est au centre de la dynamique de la deuxième saison.

### Troisième saison (2020)
Le 2 avril 2019, Netflix renouvelle la série pour une troisième et dernière saison. Composée de six épisodes, elle est diffusée le 30 octobre 2020.
Les événements se déroulent quelques jours après le suicide de Lele et le réveil de Manfredi du coma. Le nouvel objectif des deux protagonistes principaux est de gérer les affaires du nord de la ville en se proclamant "les nouveaux rois de Rome".

## Lieux de tournage
- La Cité du sport sert de lieu de tournage récurrent pour les réunions de plusieurs personnages principaux.

## Réception
Elle obtient un score de 100 % sur le site Rotten Tomatoes. Sur AlloCiné, les spectateurs lui accordent la note de 4,2/5.

## Bande-Son

### Générique
- 7 vizi Capitale - Piotta (Nemici - 2015)

### Fonds Sonores
- Where the light comes in - Sarah Neufeld (The Ridge - 2016)
- Sturgeon Bank / Bleeding Ink (Sea Island - 2014) + Anthropocene (Monument Builders - 2016) et autres titres - Loscil (en)

### Titres
- Acido - Prozac+ (Acido Acida - 1998)